# Iowana
Iowana  (лат.) — род тлей из подсемейства Aphidinae. Китай и США (Айова и Иллинойс).

## Описание
Мелкие насекомые, длина 1,8—3,1 мм.
Ассоциированы с растениями Silphium laciniatum и Silphium terebinthinaceum (Астровые). В популяциях, исследованных в Иллинойсе (США, Favret et al., 2004) обнаружена мирмекофильная связь с муравьями вида Lasius neoniger. Самцы появляются в октябре
.
- Iowana frisoni  Hottes 1954 — США
- Iowana zhangi  Zhang, L.-K., 2000 — Китай[4]